# Бекетов, Фёдор Андреевич
Фёдор Андреевич Бекетов (1787 — 1857?) — российский экономист, профессор. Старший брат профессора Н. А. Бекетова.

## Биография
Родился в 1787 году, сын обер-офицера. Первоначальное образование получил в бывшей при Московском университете гимназии. В 1806 году поступил в число студентов Московского университета, в 1809 году награждён золотой медалью за сочинение, окончил учёбу в 1810 году со степенью кандидата. В 1815 году, после экзамена, получил степень магистра этико-политических наук.
В течение 1809—1813 годов состоял преподавателем в гимназии при университете, а с 1814 до 1817 года, по назначению совета университета, «слушал в оном вновь лекции естественного, народного и римского прав для чиновников службою обязанных». В 1817 году Бекетов был назначен профессором Демидовского училища высших наук (с 1833 — Демидовский лицей) по кафедре политической экономии и науки финансов, где и оставался до выхода в отставку по болезни в марте 1837 года.
По некоторым данным умер в 1857 году.

## Сочинения
Из произведений Бекетова напечатаны только три его небольшие «Рассуждения», произнесённые в торжественных собраниях училища:
- Рассуждение об основаниях, постепенном ходе и пользе экономии политической. — М.: Университетск. тип., 1818. — 23 с.
- Рассуждение о существенных свойствах и принадлежностях экономии политической…. — М.: Университетск. тип., 1826. — 41 с.
- Рассуждение о влиянии богатств в отношении к народонаселению, согласно с началами экономии политической…. — М.: Университетск. тип., 1833. — 54 с.